# Bakau

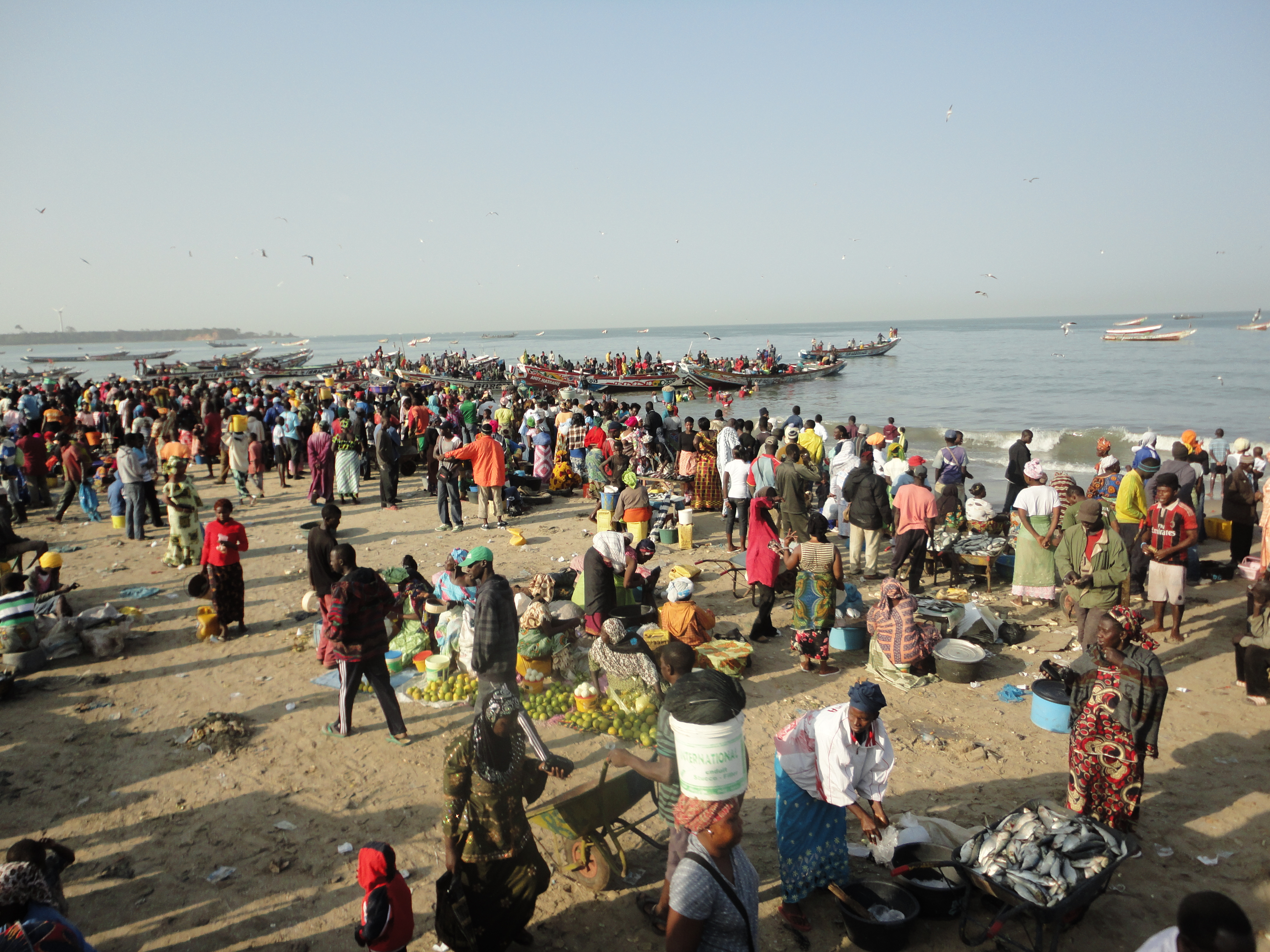
Bakau

Bakau  este un oraș  în  diviziunea Western, Gambia, port la Oceanul Atlantic, suburbie a capitalei Banjul, localizat la o mică distanță de aceasta și de orașul Serrekunda. Este considerat cel mai dezvoltat oraș al țării.

## Personalități născute aici
- Yankuba Minteh (n. 2004), fotbalist.